# HM Magazine
HM Magazine est une publication bimestrielle américaine se concentrant sur le hard rock et le metal chrétien. Les articles incluent des actualités, des critiques d'album et de festival, des affiches, des artistes à surveiller, des critiques d'artiste indépendants et des interviews d'artistes chrétiens. Fondé en 1985, le magazine disparaît dans sa version imprimée en 2011, mais continue sur internet.

## Histoire
En 1985, Doug Van Pelt lance Heaven's Metal , un fanzine. C'est l'ami de Van Pelt qui placera plus tard une petite annonce dans le 100e numéro de Kerrang! , un magazine britannique consacré aux musiciens et groupes de rock. À cette époque, le metal chrétien en tant que genre commença à attirer davantage d'attention, Heaven's Metal en profite en tant que seule publication couvrant exclusivement ce genre. Bientôt, Heaven's Metal gagna en popularité et devint une publication officielle, avec cinq journalistes à plein temps travaillant pour le magazine. À cette époque, Heaven's Metal atteignit une base d'abonnés réguliers de 15 000 lecteurs.
Dans les années 1990, HM a conclu un accord de distribution avec un important grossiste de magazines qui a immédiatement augmenté son tirage de 13 000 à 22 000 exemplaires, et a permis à Van Pelt et à ses collègues de doubler les tarifs publicitaires, faisant de HM une entreprise commerciale stable.  Plus tard, ce sont deux articles spécifiques qui ont cimenté la popularité grand public de HM : le premier était le chanteur du groupe King's X , Doug Pinnick, utilisant une interview de HM pour parler de sa sexualité, et le second étant l'interview d' Alice Cooper en 2002 sur ses croyances spirituelles.
En février 2013, Van Pelt a vendu le magazine au rédacteur en chef actuel, David Stagg, selon des conditions non divulguées.